# Akselis Vairogs
Akselis Vairogs (ur. 8 listopada 1985 w Rydze) – łotewski koszykarz grający na pozycjach rzucającego obrońcy oraz niskiego skrzydłowego.
W sezonie 2011/2012 zawodnik Śląska Wrocław. Reprezentant Łotwy. Mistrz Łotwy z 2009 roku.

## Życiorys
Akselis Vairogs początkowo grał w zespołach młodzieżowych i juniorskich BK Windawa. Przez większość kariery seniorskiej, którą rozpoczął w 2002 roku, z wyjątkiem sezonu 2005/2006, gdy grał w BK Valmiera i sezonu 2009/2010, gdy grał w klubach JSA Bordeaux Basket oraz BK Jelgava, występował w pierwszym zespole BK Windawa. Z klubem tym zdobył mistrzostwo Łotwy w 2009 roku, wicemistrzostwo kraju w latach 2007 i 2011 oraz brązowy medal w roku 2008. Ponadto indywidualnie dwukrotnie (2007 i 2009) wystąpił w meczu gwiazd łotewskiej ligi. Był także dwukrotnym półfinalistą Ligi Bałtyckiej (2007 i 2011) oraz ćwierćfinalistą rozgrywek EuroChallenge w sezonie 2010/2011. W sierpniu 2011 roku podpisał roczny kontrakt ze Śląskiem Wrocław.
Vairogs był reprezentantem Łotwy w różnych kategoriach juniorskich. Wystąpił między innymi na mistrzostwach Europy U-20 w 2004, w których Łotwa zajęła 7. pozycję. W 2004 roku zadebiutował także w seniorskiej reprezentacji B swojego kraju. Od 2011 roku jest członkiem seniorskiej reprezentacji Łotwy w koszykówce mężczyzn, był także brany pod uwagę przy ustalaniu składu reprezentacji na Mistrzostwa Europy w Koszykówce Mężczyzn 2011, jednak ostatecznie nie wziął udziału w tym turnieju.
Ma polskie pochodzenie, gdyż jego prababcia jest Polką. Jego matką jest Aija Vairoga (z domu Gulbe), była łotewska koszykarka.
20 sierpnia 2016 roku został zawodnikiem Stelmetu Zielona Góra. 8 września klub zrezygnował z jego usług.

## Osiągnięcia
Stan na 24 sierpnia 2016, na podstawie, o ile nie zaznaczono inaczej.
Drużynowe
- Mistrz:
  - Ligi Bałtyckiej (2013)
  - Łotwy (2009, 2014, 2016)
- Wicemistrz:
  - Ligi Bałtyckiej (2015)
  - Łotwy (2007, 2011, 2013, 2015)
- Brązowy medalista mistrzostw Łotwy (2008)
- Uczestnik rozgrywek EuroChallenge (2008/09, 2010/11, 2012–2014)

Indywidualne
- Lider strzelców Ligi Bałtyckiej (2006)

Reprezentacja
- Uczestnik mistrzostw Europy U–20 (2004 – 7. miejsce)

## Statystyki podczas występów w PLK
| Sezon     | Drużyna | M  | S5 | MPG  | FG% | 3P% | FT% | RPG | APG | SPG | BPG | PPG |
| --------- | ------- | -- | -- | ---- | --- | --- | --- | --- | --- | --- | --- | --- |
| 2011/2012 | Śląsk   | 27 | 3  | 21,6 | 45% | 38% | 75% | 2,9 | 1,2 | 1,0 | 0,1 | 8,3 |